# Jean Deschazeaux
Jean Deschazeaux (Marrakech, 18 settembre 1926 – Saint-Avit-Saint-Nazaire, 17 novembre 2012) è stato un pilota di rally marocchino naturalizzato francese.

## Palmarès
- Rally del Marocco 
  - 1955 su Peugeot 203 (copilota Hammer);
  - 1971 su Citroën SM Gr.2 (copilota Jean Plassard)
- Rally Senegal 
  - 1977 su Citroën CX 2400 GTI (copilota Jean Plassard)